# 福田正臣
福田 正臣（ふくだ まさおみ、1919年3月25日 - 2012年3月28日 ）は、日本の医師、医学者。内科医。医学博士。心筋梗塞研究の権威だった。

## 人物
鹿児島県の奄美大島名瀬の生まれで、大島郡龍郷町出身。1942年第七高等学校造士館 (旧制)理科卒業。1945年九州帝国大学医学部を卒業して、操坦道教授の第一内科に副手として入局し、1951年九州大学第一医学部内科助手。1952年鹿児島市立病院内科医長に就く。1953年九州大学より医学博士授与。論文の題は「抗痙攣剤の人体脳波に及ぼす影響について」。1955年1月鹿児島大学医学部第一内科助教授に就任。鹿児島大学助教授を長く務めた後、再び鹿児島市立病院に転じて循環器内科部長。
1966年、鹿児島大学医学部助教授のとき、101歳という泉重千代を診察し、「100歳を過ぎても胃腸はすこぶる順調。歯がなくなったものの普通にご飯やおかずを食べる、目も耳も達者である」とする。1973年、107歳という泉重千代と会う。1979年、日本老年医学会」で、泉重千代の世界最高年齢に否定的な研究を発表する。
自然保護運動にも、積極的に参加する。1978年4月には、「鹿児島・渚を愛する会」の設立に携わる。この会は、後に「NPO鹿児島渚を愛する会」となり、理事長に就任する。
2002年8月、奄美群島龍郷町の渚診療所の設立にたずさわる。一月一週間だけ滞在して、診察活動を行う活動を続けてきた。
2012年3月28日 11時20分、逝去。享年93。